# Semecarpus pubescens
Semecarpus pubescens (tiếng Anh thường gọi là Velvet Badulla) là một loài thực vật thuộc họ Anacardiaceae. Đây là loài đặc hữu của Sri Lanka.